# Jay Mortenson
Jay Paul Mortenson (26 september 1966) is een Amerikaans zwemmer.

## Biografie
Mortenson won tijdens de Olympische Zomerspelen van 1988 de gouden medaille op de 4x100m wisselslag. Mortenson zwom in de series de vlinderslag.

## Internationale toernooien
| Jaar | Olympische Spelen                                                                           |
| ---- | ------------------------------------------------------------------------------------------- |
| 1988 | 6e 100m vlinderslag · 11e 100m rugslag · 4x100m wisselslag · Mortenson zwom enkel de series |